# La tumba de las luciérnagas (película de 2008)
La tumba de las luciérnagas (火垂るの墓 Hotaru no haka) es una película japonesa dramática y antibelicista en imagen real, estrenada el 5 de julio de 2008, producida por TV Tokyo y dirigida por Tarô Hyûgaji. Tras las versiones de 1988 y de 2005, es la tercera película basada en la novela corta semiautobiográfica del mismo nombre, escrita por Akiyuki Nosaka. Es protagonizada por Reo Yoshitake, Rina Hatakeyama, Keiko Matsuzaka y Seiko Matsuda. Desarrollada en las ciudades de Kōbe y Nishinomiya, Japón, narra la dura historia de dos hermanos, Seita y la pequeña Setsuko, y su lucha desesperada por sobrevivir durante los meses posteriores al bombardeo de Kōbe del 5 de junio de 1945. Además de mostrar cómo la guerra puede modificar la personalidad de la gente, el filme explora la vida pasada de la familia Yokokawa así como la vida social de Seita tras el bombardeo y la eventual ausencia de sus padres.

## Personajes y reparto
| Actor              | Personaje                   | Información                   |
| Protagonistas      | Protagonistas               | Protagonistas                 |
| ------------------ | --------------------------- | ----------------------------- |
| Reo Yoshitake      | Seita Yokokawa              | Hijos de Yukiko               |
| Rina Hatakeyama    | Setsuko Yokokawa            | Hijos de Yukiko               |
| Keiko Matsuzaka    | Widow                       | Tía lejana de Seita y Setsuko |
| Seiko Matsuda      | Yukiko Yokokawa             | Madre de Seita y Setsuko      |
| Secundarios        |                             |                               |
| Hiromi Chino       | Kimie Honjo                 |                               |
| Jun Etô            | Masao Honjo                 |                               |
| Kazuki Hagiwara    |                             | Hijo de Widow                 |
| Yoshio Harada      | Maichi Kaicho (Nishinomiya) |                               |
| Chizuru Ikewaki    | Widow (joven)               |                               |
| Hiroyuki Nagato    | Maichi Kaicho (Kōbe)        |                               |
| Maika Suzuki       | Kazuko Honjo                |                               |
| Katsuaki Takahashi |                             | Padre de Seita                |
| Risa Taniuchi      | Akiko Honjo                 |                               |
| Yukiko Yabe        |                             | Hija de Widow                 |
| So Yamanaka        | Michihiko Takayama          |                               |

## Argumento

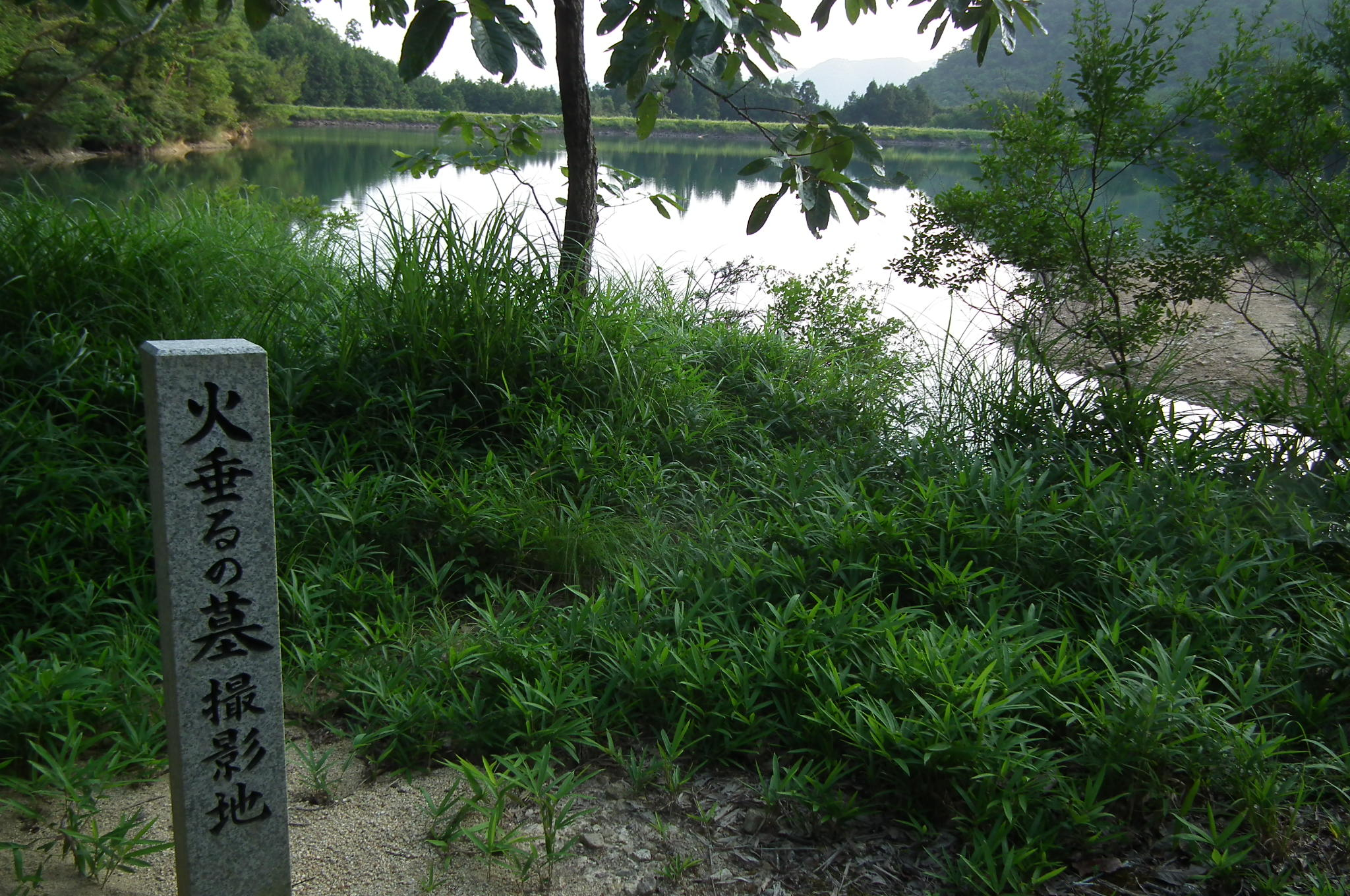
Laguna de Akitani, lugar adonde ambos hermanos se mudan finalmente. En el hito se puede leer el nombre de la película.

El bombardeo no hiere a Seita ni a su hermana, pero deja en ruinas a su casa y causa en su madre graves quemaduras y su posterior muerte. Tras esto, atendiendo a las palabras de su difunta madre, Seita va junto a su hermana a pedirle hospedaje a Widow, quien los aloja a cambio de que le otorguen parte de su reserva de comida.
Widow roba y vende varias cosas valiosas de Seita y Setsuko a cambio de comida. Seita descubre esto y le exige que lo deje de hacer; ella entonces le devuelve algunas cosas a cambio de no alimentarlos más. No pasa mucho hasta que Widow echa a ambos hermanos de su casa.
Sin tener a nadie a quién recurrir, Seita y su hermana se mudan a un refugio de tierra a orillas de la laguna de Akitani. Durante su estadía allí juegan con luciérnagas y entierran a las que mueren, construyendo un cementerio de luciérnagas en el lugar. Pronto el agotamiento de recursos lleva a Seita al robo de comida para subsistir, pero esto no es suficiente para evitar que su hermana termine muriendo de inanición. Al final, en medio de una tormenta, Seita abandona el refugio de tierra para luego desmayarse, y seguir vagando después de su reanimación.